# Хахва Тенгіз Сулейманович
Тенгіз Сулейманович Хахва (3 лютого 1952, місто Батумі, тепер Аджарія, Грузія) — радянський діяч, 1-й секретар Аджарського обласного (республіканського) комітету КП Грузії, голова Президії Верховної ради Аджарської АРСР. Депутат Верховної ради Грузії. Член ЦК КПРС у 1990—1991 роках.

## Життєпис
У 1973 році закінчив Білоруський політехнічний інститут за спеціальністю «інженер-електрик».
У 1973—1978 роках — електромонтер, інженер-електрик Батумського нафтопереробного заводу; інспектор Батумського міського Комітету народного контролю Аджарської АРСР.
Член КПРС з 1976 року.
У 1978—1979 роках — секретар партійного комітету (парткому) Батумського нафтопереробного заводу Аджарської АРСР.
У 1979—1981 роках — інструктор, завідувач сектору, заступник завідувача відділу Аджарського обласного комітету КП Грузії.
У 1981—1986 роках — 2-й секретар Батумського міського комітету КП Грузії.
У 1986 році працював інспектором відділу ЦК КП Грузії.
У 1986—1989 роках — секретар Аджарського обласного комітету КП Грузії.
У 1987 році закінчив Бакинську Вищу партійну школу.
У 1989—1990 роках — відповідальний організатор відділу партійного будівництва і кадрової роботи ЦК КПРС у Москві.
8 березня 1990 — березень 1991 року — 1-й секретар Аджарського обласного (з липня 1990 року — республіканського) комітету КП Грузії.
Одночасно в травні 1990 — березні 1991 року — голова Президії Верховної ради Аджарської АРСР.
У 1991—1995 роках — голова Комітету із спорту і туризму Аджарської автономної республіки, міністр спорту і туризму Республіки Аджарії. 
З 1995 по 1997 рік був начальником відділу Енергетичної митниці.
З 3 липня 1997 року — заступник голови Російського фонду федерального майна.
З 2001 року — член Ради директорів Всеросійського банку розвитку регіонів. У лютому 2002 року обраний головою Ради директорів ВАТ Західно-Сибірський металургійний комбінат».
6 червня 2007 року призначений першим заступником голови Російського фонду федерального майна. З 8 вересня 2008 року — заступник керівника Федерального агентства з управління державним майном Російської Федерації.